# Extrakunia major
Extrakunia major är en fjärilsart som beskrevs av Smith 1890. Extrakunia major ingår i släktet Extrakunia och familjen nattflyn. Inga underarter finns listade i Catalogue of Life.